# Фридрихсталь (Саар)
Фридрихсталь (нем. Friedrichsthal) — город в Германии, в земле Саар.
Входит в состав района Саарбрюкен. Население составляет 10,9 тыс. человек (2010). Занимает площадь 9,07 км². Официальный код — 10 0 41 511.
Город включает 3 городских района — Бильдсток, Фридрихсталь и Майбах.

## История
История города началась в 1723 году с основания стекольного завода графом Фридрихом Людвигом фон Нассау-Отвейлером, который унаследовал от своего отца графства Отвайлер, Нассау-Идштайн и Нассау-Саарбрюккен. В 18 веке небольшой город, названный в честь его основателя, состоял из стекольного завода расположенного на ручье Штокбах, а также домов стеклодувов и поддерживающих их ремесленников, таких как возчики и лесорубы.
В 1852 году было завершено строительство железнодорожной линии Саарбрюккен-Нойнкирхе, на которой расположилась станция Фридрихсталь.

## География
Город расположен на реке Зульцбах, на высоте 300 метров. Его площадь составляет 9,1 км2. По оценкам на 2010 год, в городе проживало 10 969 человек. Плотность населения составляет 1209 чел./км².
На севере граничит с Ландсвейлер-Реденом (Шифвайлер), на востоке с Нойнкирхеном и Шпизен-Эльверсбергом, на юге с районом Альтенвальд (Зульцбах), а на западе с Квиршидом и Мерхвайлером.